# Demolition derby

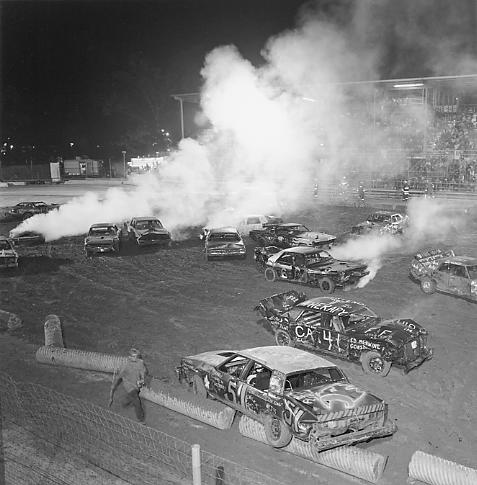
Zawody demolition derby w Pensylwanii.

Demolition derby (lub Autorodeo) – rodzaj sportu motorowego (sportu samochodowego), który najczęściej odbywa się na jarmarkach. Chociaż zasady różnią się w zależności od wydarzenia, typowe demolition derby składają się z pięciu lub więcej kierowców rywalizujących ze sobą poprzez celowe zderzenie własnych pojazdów z pojazdami przeciwników. Ostatni kierowca, którego pojazd jest nadal sprawny, zwycięża zawody. Sport ten najbardziej popularny jest w Stanach Zjednoczonych, gdzie powstał, zaś w Europie wyścigi te występują pod nazwą banger racing. W 1963 zawody te pojawiły się w Australii.

## Zasady
Celem zawodów demolition derby jest niszczenie pojazdów rywali poprzez zderzanie się z nimi. Zwycięzcą zostaje ten samochód, który został najmniej uszkodzony bądź jako jedyny jest sprawny na arenie. Sport ten należy do jednego z najniebezpieczniejszych w kategorii wyścigów samochodowych. Mimo tego iż po wypadkach występują ciężkie obrażenia głowy i szyi u kierowców to są one rzadkie, zaś cała odpowiedzialność spoczywa na organizatorach wyścigu, którzy przed każdymi zawodami wymagają od kierowców podpisania zobowiązania zwolnienia organizatora imprezy od odpowiedzialności za poniesiony uszczerbek na zdrowiu.
Dla bezpieczeństwa zawodów szyby z pojazdu są ściągane przed każdym wyścigiem, a także zakazuje się taranowania obszaru drzwi samochodu. Często wymagane jest, aby drzwi kierowcy były pomalowane na biało z czarnymi cyframi lub jaskrawopomarańczowym albo kontrastowymi kolorami, aby zapewnić widoczność. Większość demolition derby odbywa się na drogach gruntowych lub na otwartych polach, które zwykle są podmokłe. Powoduje to, że teren zawodów staje się błotnisty, co pomaga dodatkowo spowolnić prędkość pojazdów podczas wykonywania nimi manewrów. Część pojazdu używana do taranowania przeciwników jest różna – niektórzy kierowcy używają zarówno przodu, jak i tyłu pojazdu do staranowania innych konkurentów, podczas gdy inni mają tendencję do używania tylko tylnego końca pojazdu, aby chronić silnik przed uszkodzeniem i tym samym porażką w zawodach.
Kiedy samochód gaśnie lub traci moc, kierowca ma czas na ponowne uruchomienie silnika, zwykle od 30 sekund do minuty i w tym czasie musi ponownie uruchomić silnik i poruszać się pojazdem. Jeśli samochód nie może się uruchomić i ruszyć, kierowca jest zmuszony ustąpić i jest eliminowany z wyścigu. Większość imprez wymaga od uczestników drewnianej listwy z przymocowaną chorągiewką do umieszczenia w drzwiach kierowcy – sędzia łamie ją, aby zdyskwalifikować kierowcę lub kierowca może ją złamać aby potwierdzić rezygnację z dalszej rywalizacji. Zdobywcy pierwszego i drugiego miejsca w wyścigu przechodzą do następnego wyścigu, jeżeli zawody odbywają się w kilku etapach. Pojedynczy wyścig zwykle trwa od 10 do 30 minut, natomiast jeżeli wyścigi odbywają się w kilku etapach (eliminacjach) – trwają na ogół kilka dni.
Ostatni jadący samochód wygrywa zawody. Oprócz zwycięzcy większość zawodów demolition derby przyznaje również nagrodę „Best in Show” lub „Mad Dog” uczestnikowi, który zaprezentuje najbardziej ekscytujący lub spektakularny występ choć nie wygrał derby – decyduje o tym zwykle głos publiczności.
Najbardziej ekstremalne demolition derby odbywają się na otwartych polach bądź na specjalnie przygotowanych torach wyścigowych, na które najczęściej polewana jest woda dla spektakularnego driftingu i poślizgów. Pierwsze oficjalne demolition derby odbywały się na wiejskich arenach w latach 50. i 60. XX wieku – wcześniej w latach 30. odbywały się także nieoficjalne wyścigi (zawody amatorskie). Największy rozkwit tego sportu samochodowego przypadł na lata 70. i 80. XX w. – dzięki temu zawody te stały się szybko amerykańską subkulturą i swego rodzaju rozrywką sportową. Najbardziej znanymi kierowcami w demolition derby byli Mario Andretti, A.J. Foyt i Bobby Unser.

### Pojazdy
W zawodach demolition derby występują zwykle pojazdy przekazane do złomowania – często kierowcy skupują takie samochody ponownie je naprawiając i wystawiając do rywalizacji. Do głównych rodzajów pojazdów jakie występują na demolition derby są samochody z nadwoziem sedan i kombi z lat 60. i 70 XX wieku. Na początku lat 80. dla większej rozrywki wprowadzono zawody monster truck, które miały miażdżyć wraki zniszczonych pojazdów. Obecnie coraz częściej pojawiają się już samochody z lat 80. i 90. w związku z malejącą dostępnością jeszcze starszych pojazdów. Pojazdy są pozbawione wyposażenia wewnętrznego, wykończenia, plastiku, świateł i szkła. Są przemalowywane często w wyróżniających się i jaskrawych wzorach – często używana jest farba w sprayu do malowania nazw i identyfikacji w postaci numeru pojazdu, który występuje w postaci dużych cyfr umieszczanych zwykle na drzwiach od strony kierowcy i pasażera z przodu. Dodatkowe modyfikacje obejmują przycinanie blach wokół nadkoli, usuwanie części zderzaków, spawanie zamkniętych drzwi oraz umieszczanie akumulatora i zbiornika paliwa w innych miejscach pojazdu.

### Popularność zawodów
W 2001 Los Angeles Times oszacował, że od 60 000 do 75 000 kierowców uczestniczyło w co najmniej jednym z 2000 wyścigów demolition derby, które odbyły się w Stanach Zjednoczonych w tymże roku. Popularność zawody demolition derby zebrały również dzięki programowi Motor Madness emitowanym na kanale The Nashville Network (TNN).
W 2017 najpopularniejszą serią demolition derby jest wyścig Tour of Destruction podczas którego odbywają się wyścigi autobusów szkolnych (School Bus Racing), wyścigi przyczep (Trailer racing) czy samochodowa piłka nożna (Car Soccer).

### Rollover demolition derby
Odmiana zawodów demolition derby charakteryzująca się tym, że zawodnicy nie zderzają się samochodami nawzajem, lecz w tej odmianie kierowcy rozpędzają swoje pojazdy najeżdżając dwoma kołami na rampę i przewracają swoje samochody efektowanie nimi dachując. W tego rodzaju zawodach wygrywa ten kierowca, który najefektowniej dachował swoim pojazdem, a także liczy się ilość dachowań oraz postawienie na koła pojazdu po dachowaniu/dachowaniach.

## Gry komputerowe z demolition derby w tle

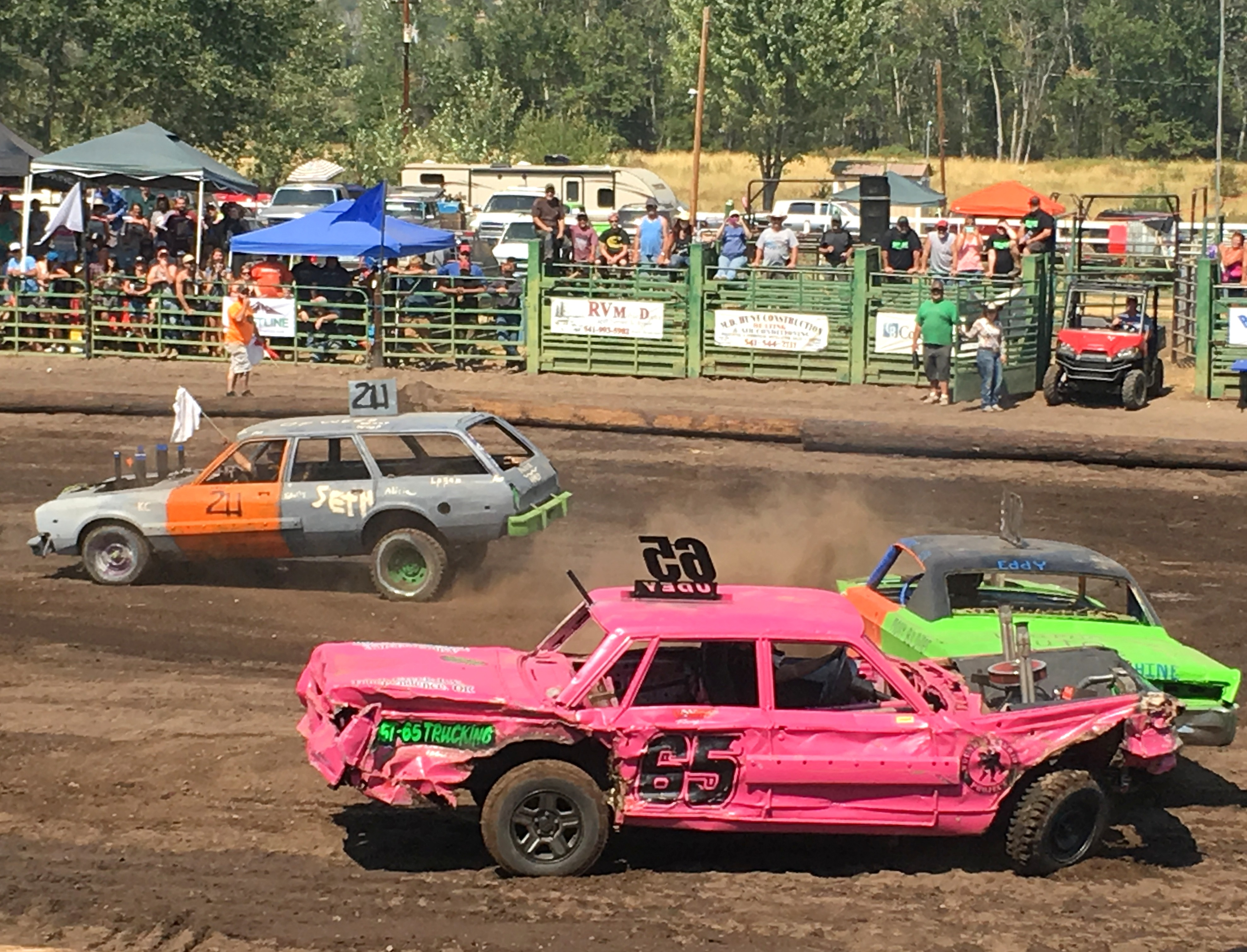
Wyścig demolition derby.

- Auxiliary Power's Demolition Derby and Figure 8 Race
- Test Drive, Test Drive: Eve of Destruction
- Destruction Derby, 64, 2, Raw i Arenas
- seria FlatOut
- Racing Destruction Set
- Demolition Racer: No Exit
- Race Driver: GRID
- Grand Theft Auto: Vice City, San Andreas
- Saints Row, 2
- Twisted Metal
- Carmageddon, 2: Carpocalypse Now